# Ниджетти, Маттео
Маттео Ниджетти (итал. Matteo Nigetti; ок. 1560/1570, Флоренция — 1648) — итальянский архитектор и скульптор оригинальной разновидности сдержанного флорентийского барокко.

## Биография
Ниджетти родился во Флоренции, Тоскана, был учеником и помощником художника флорентийского маньеризма Бернардо Буонталенти. Вместе с учителем работал над Палаццо Нонфинито (1593) («Незаконченным дворцом»), в котором теперь находится Национальный музей антропологии и этнологии во Флоренции.
Главным произведением Ниджетти является «Капелла принцев» (Cappella dei Principi) в церкви Сан-Лоренцо во Флоренции. Строительство капеллы в 1604 году было заказано герцогом Фердинандо I, очевидно, по замыслу Джованни Медичи, брата великого герцога. В разработке проекта участвовал Буонталенти. Ниджетти потратил сорок лет своей жизни, с 1604 года до своей смерти, на её завершение.
Ниджетти был одним из главных архитекторов, который вместе с Герардо Сильвани создал церковь Сан-Гаэтано во Флоренции, доработав оригинальный проект Буонталенти. Ниджетти также проектировал фасад церкви Оньисанти во Флоренции. С ним сотрудничал его брат Джованни, также архитектор.

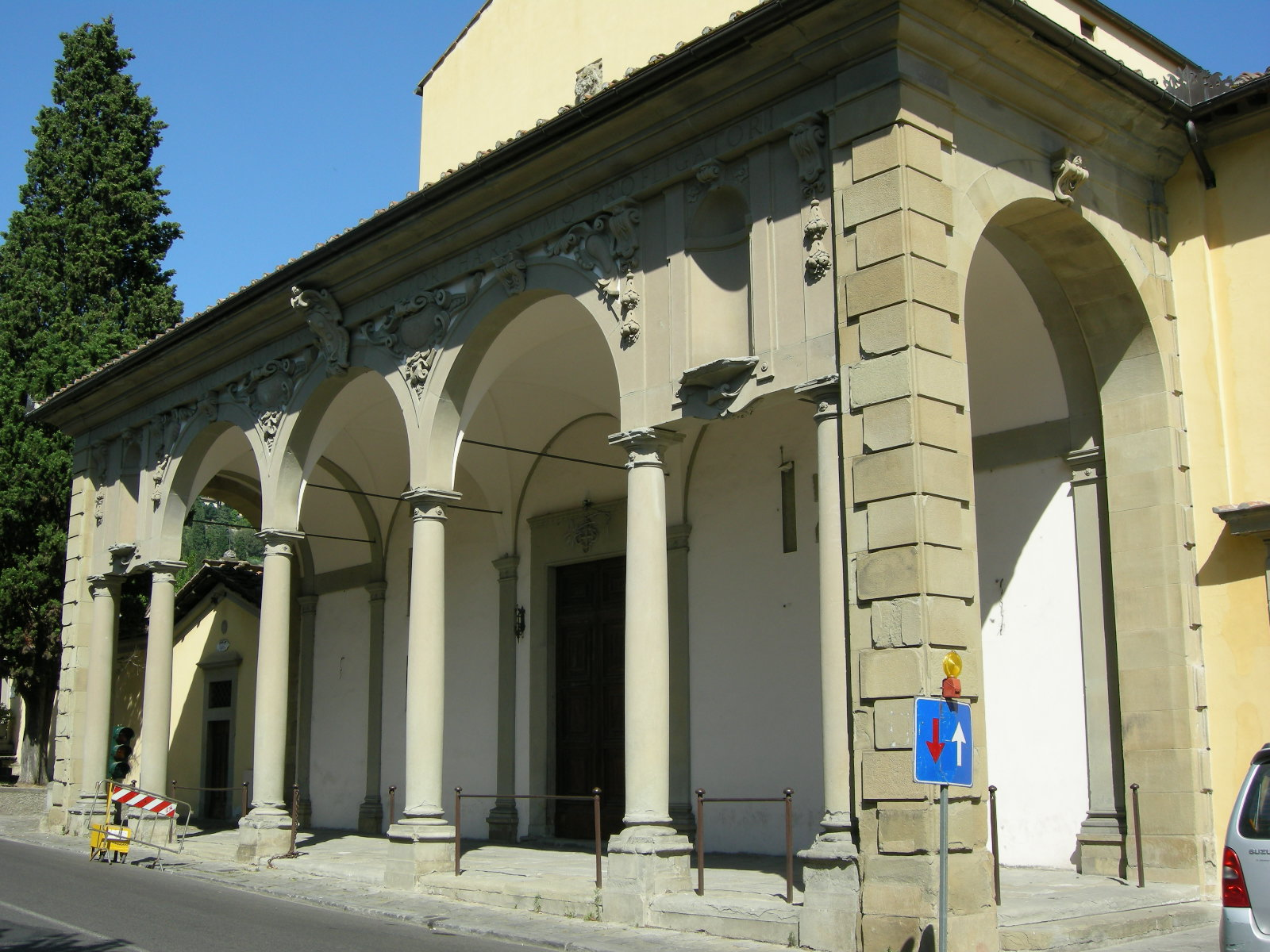
Сан-Доменико-ди-Фьезоле
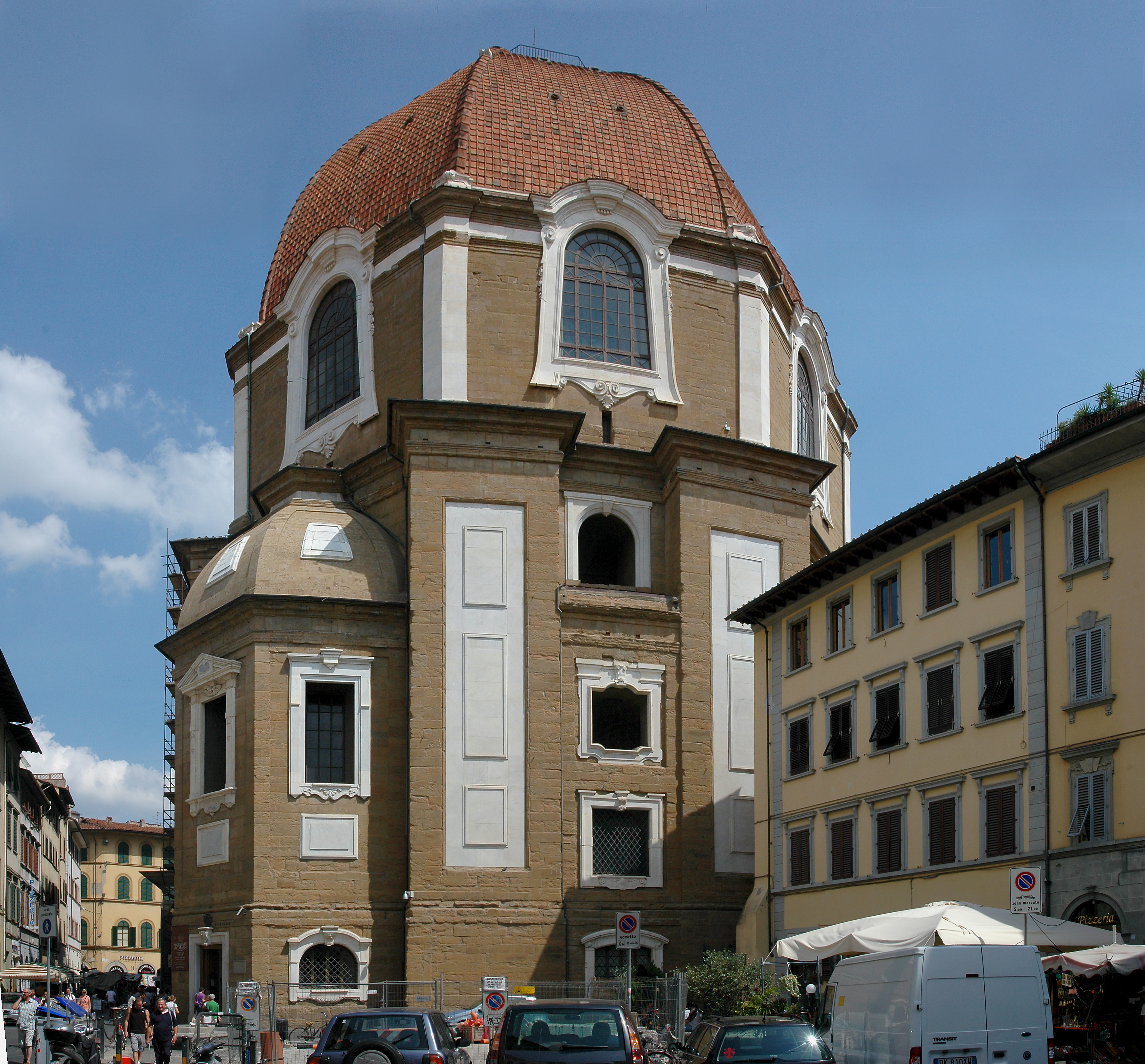
Капелла принцев базилики Сан-Лоренцо. Флоренция
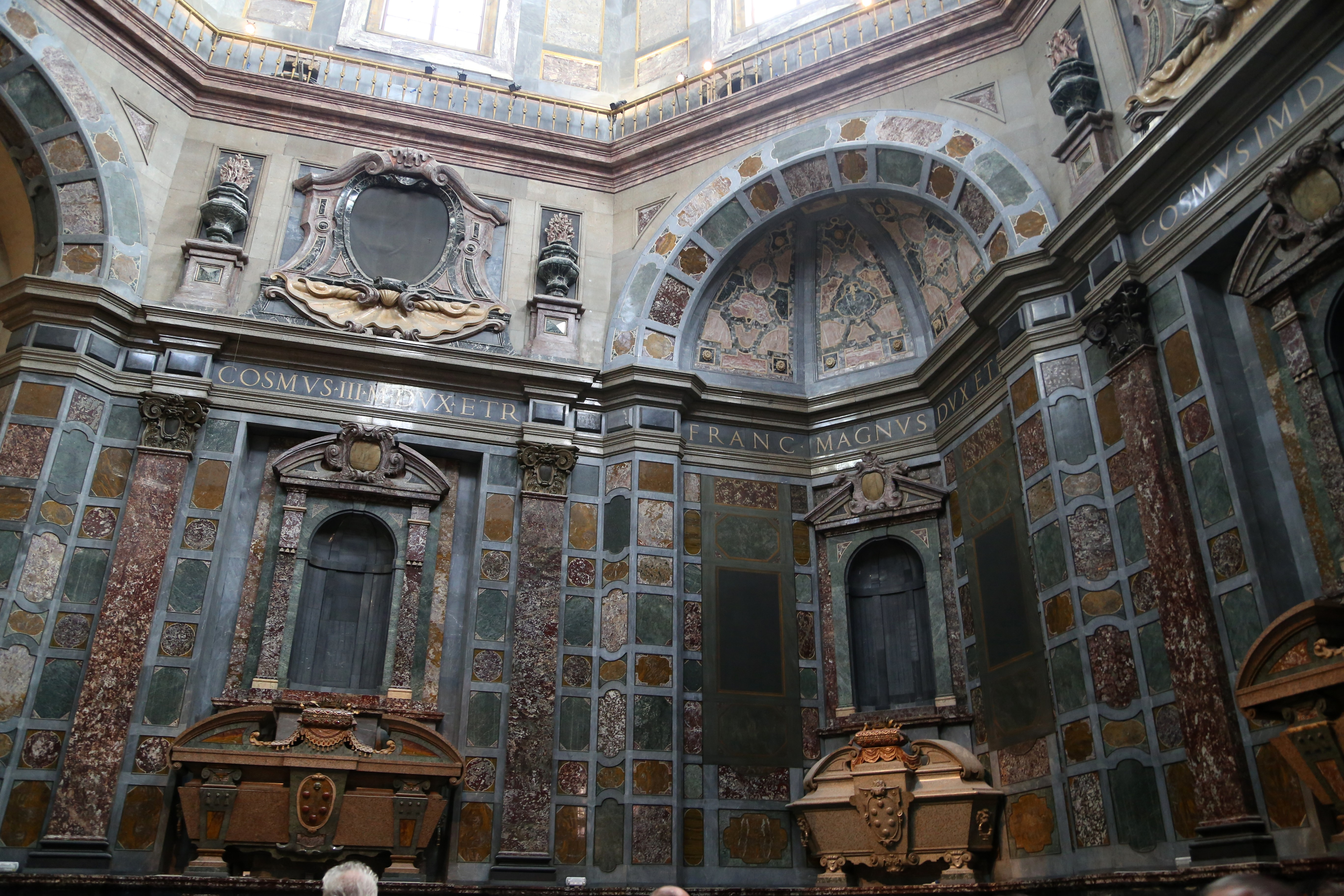
Капелла принцев. Интерьер
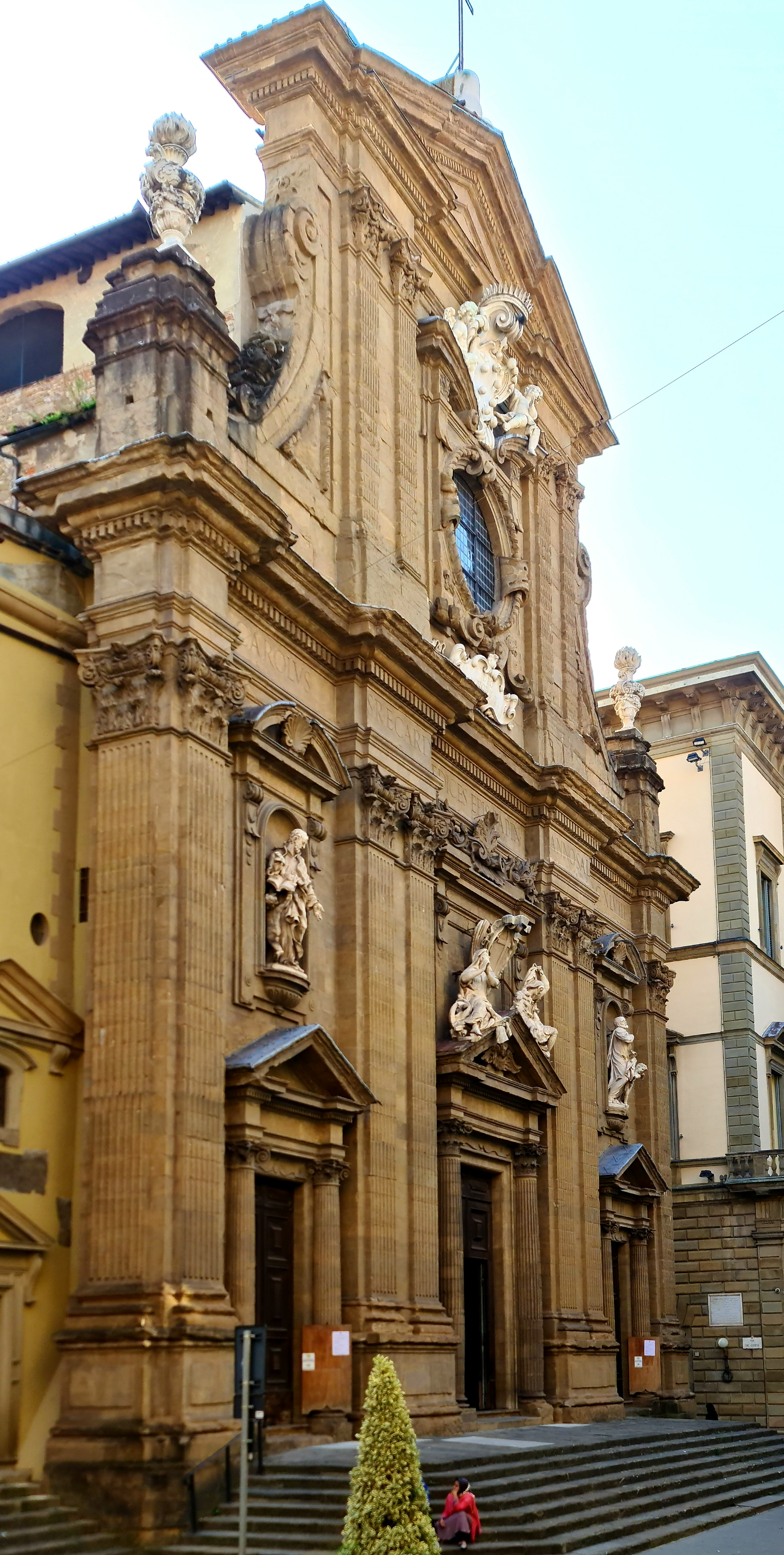
Церковь Сан-Гаэтано. Фасад. Флоренция
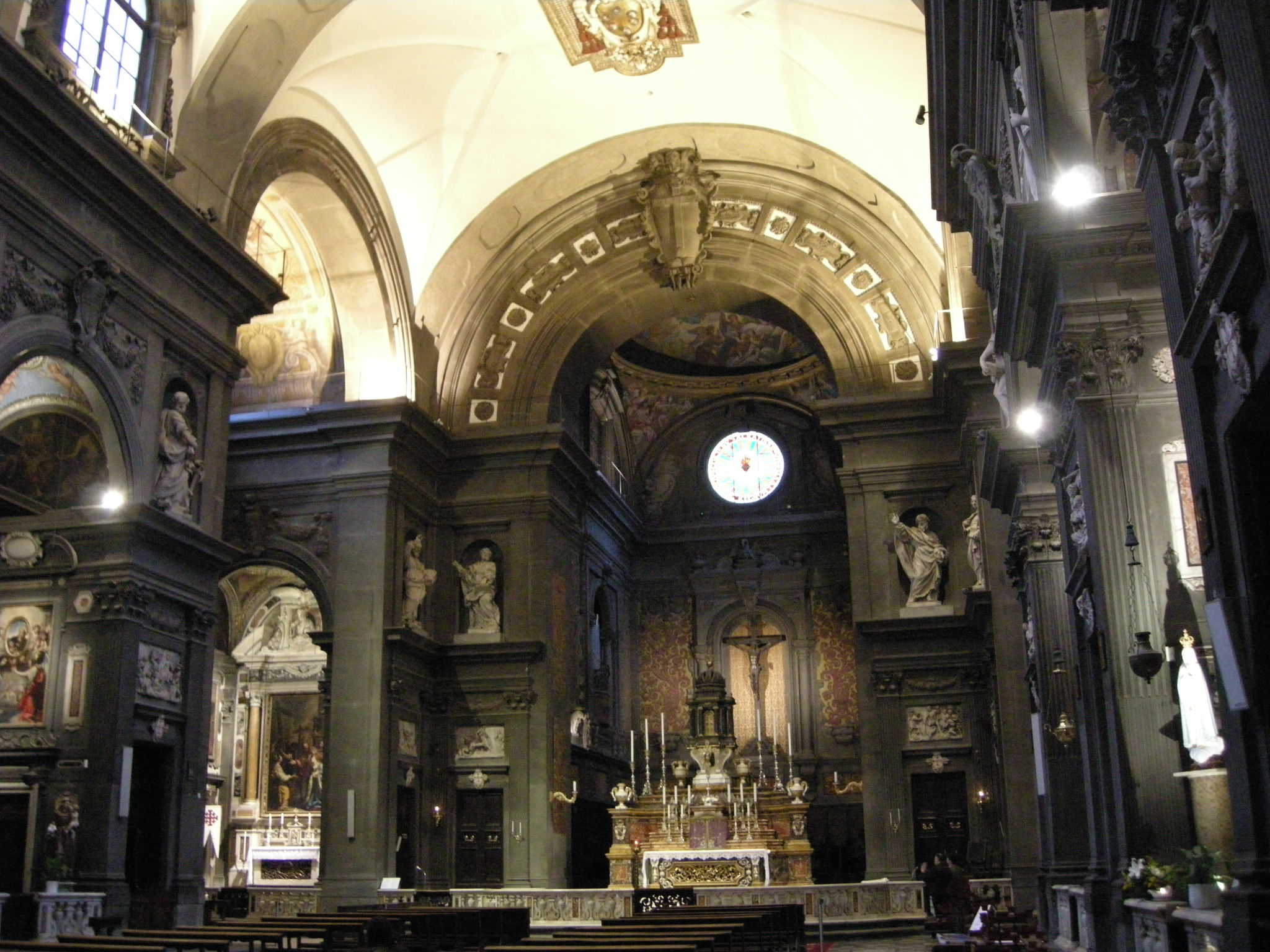
Церковь Сан-Гаэтано. Интерьер
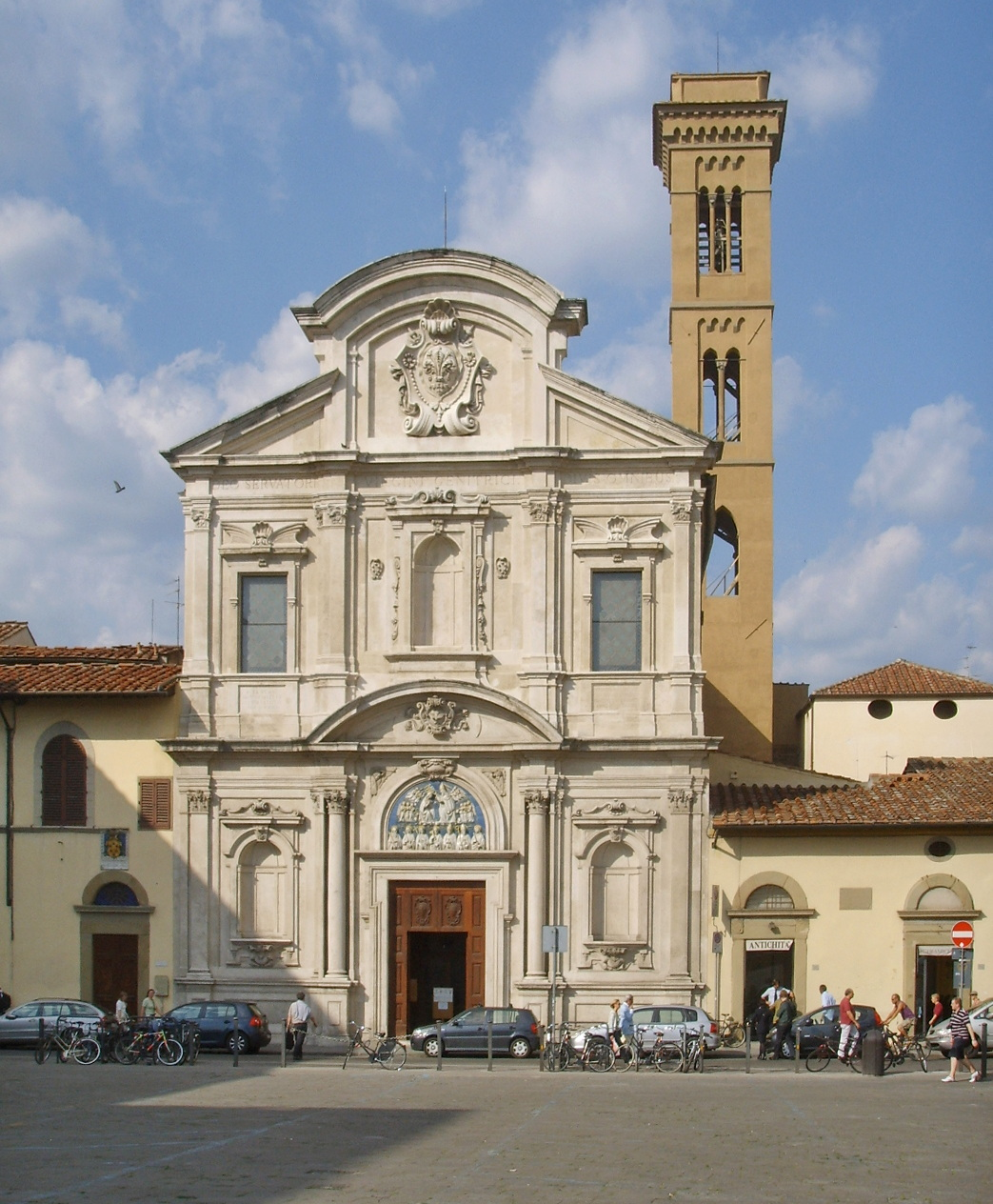
Церковь Оньисанти. Фасад. Флоренция